# Coming×Humming!!
『Coming×Humming!! - カミング・ハミング -』は、SAGA PLANETSにより開発され、株式会社ビジュアルアーツから2008年6月27日に発売された、Windows専用の18禁恋愛アドベンチャーゲームである。

## 概要
本作はSAGA PLANETSの第14作目である。田舎町を舞台とした純愛もののアドベンチャーゲームで、シナリオ量は当時のSAGA PLANETSの作品の中でも大きなものとなった。本作は四季シリーズの最初にあたる作品でもある。

## あらすじ
朱雀学園の生徒・桐ヶ谷 陽斗は、家賃が払えないほど貧しかったが、能天気な性格故大きな危機感を抱くこともなく、怠惰に日々を過ごしていた。
学園の文化祭である「吉乃祭」が近づいた4月のある日、彼は吉乃姫を名乗る謎の美少女と出会い、それがきっかけで彼の人生は大きく変わっていった。

## 登場人物

### メインキャラクター
桐ケ谷 陽斗（きりがや はると）
本作の主人公。高遠旅館に下宿している。
思川 優月（おもかわ ゆづき）
声 - 草柳順子
誕生日 - 8月17日 / 身長 - 157cm / B87/W58/H88
クラス委員で、吉乃祭では吉乃形という大役を任されている。天吉神社の一人娘であり、巫女姿で境内を掃除することもあるため、彼女の巫女姿を拝みに神社に来る者もいる。実は神さまに憑依されている。
芝山 美海（しばやま みう）
声 - 春乃伊吹
誕生日 - 6月3日  / 身長 - 166cm / B83/W57/H84
都会からの転校生。転校早々学園のアイドルとなる。
高遠 鈴香（たかとお すずか）
声 - 井村屋ほのか
誕生日 - 6月11日 / 身長 - 159cm / B84/W55/H80
陽斗の幼馴染で、彼の下宿先である高遠旅館の経営者の娘。一見すると穏やかで上品そうだが、実際はかなりの毒舌家で、家賃を滞納する陽斗に対して厳しく接する。人付き合いが苦手であり、愛犬のベスにしか心を開けずにいる。
南殿 綾音（なでん あやね）
声 - 茶谷やすら
誕生日 - 12月18日 / 身長 - 165cm / B93/W58/H89
陽斗の幼馴染である生徒会長。
芝山 ひなた（しばやま ひなた）
声 - 中家志穂
誕生日 - 4月9日  / 身長 - 146cm / B76/W52/H78
朱雀学園の女子生徒。骨とう品店「観葺屋」でアルバイトをしており、観葺屋を訪れた陽斗をおにーちゃんと慕う。

### サブキャラクター
笹部 しおり（ささべ しおり）
声 - このかなみ
誕生日 - 2月9日 /  身長 - 160cm / B90/W58/H86
陽斗のクラスの担任兼吉乃祭実行委員会顧問。この春赴任したばかりの新米教師で、生徒に不安がられるほどドジな人物。
岡島 凛々子（おかじま りりこ）
声 - 金田まひる
朱雀学園一年生。質実剛健をモットーとする体育会系だったが、想い人ができたため、ため息をつくことが増えている。
高遠 千夏（たかとお ちなつ）
声 - 楠鈴音
鈴香の母である、高遠旅館の女将。
妹背 俊介（いもせ しゅんすけ）
声 - 加古川高
黒田 勝重（くろだ かつしげ）
声 - アドレナ・リン

## 主題歌
オープニング 『Coming×Humming!!』
作詞 - くど
作曲・編曲 - ピクセルビー
歌 - monet
エンディング 『Cherry Jewelry Flower』
作詞 - 山下慎一狼
作曲・編曲 - 関内二郎
歌 - 月子

## ムービー
オープニングムービー制作  /  SHO-ICHI